# بازداشت سه آمریکایی توسط ایران
بازداشت سه آمریکایی توسط ایران در ۹ مرداد ۱۳۸۸ (۳۱ ژوئیه ۲۰۰۹) در مرز ایران و عراق در منطقه کردستان رخ داد، زمانی که سه خبرنگار و کوهنورد آمریکایی به‌نام‌های سارا شورد، (به انگلیسی: Sarah Shourd) شین بائر (به انگلیسی: Shane Bauer) و جاشوا فتال (به انگلیسی: Joshua Fattal) که در عراق می‌گشتند و پیشنهاد تهیه اخباری دربارهٔ انتخابات کردستان عراق را به روزنامه‌ای که با آن قرارداد داشتند داده بودند، به‌گفته اعضای خانواده‌شان غیرعمدی
و به گفته مقامات ایران به‌طور غیرقانونی وارد خاک ایران شدند و توسط نیروهای انتظامی جمهوری اسلامی ایران بازداشت شدند.
برخی مقامات جمهوری اسلامی از جمله وزیر اطلاعات اتهام جاسوسی را نیز برای آن‌ها ذکر کرده‌اند، ولی دولت آمریکا این اتهام را رد کرده‌است. خود زندانیان نیز در اولین ملاقات خود در ۳۰ اردیبهشت ۱۳۸۹ اعلام کردند که هنوز به‌طور رسمی هیچ اتهامی به آن‌ها تفهیم نشده‌است. هنوز مشخص نیست که این زندانیان به اتهام جاسوسی محاکمه خواهند شد یا به منظور مبادله با زندانیان ایرانی در آمریکا در بازداشت هستند.
هر سه نفر دستگیرشدگان از دانش‌آموختگان دانشگاه برکلی هستند. آنها یک بار تهدید به اعتصاب غذا نمودند. ادعا شده هر سه نفر از لحاظ جهت‌گیری سیاسی از مخالفان دولت وقت آمریکا محسوب می‌شدند.
در شهریور ۱۳۸۹ ایران سارا شورد را آزاد کرد.
سارا شورد و شین بائر، پس از آزادی از زندان و عزیمت به آمریکا در ۵ می ۲۰۱۲ (۱۶ اردیبهشت ۱۳۹۰) در سانفرانسیسکو با یکدیگر ازدواج کردند.

## نحوه دستگیری
در اوایل تیر ۱۳۸۹ هفته‌نامه نیشن، چاپ آمریکا، گزارش کرد ایران سه کوهنورد آمریکایی را در داخل خاک عراق دستگیر کرده و مدعی شد نظامیان ایران پس از مشاهده سه کوهنورد آمریکایی در نزدیکی نوار مرزی، وارد خاک عراق شده و آنها را دست‌گیر کرده‌اند نیشن به نقل از دو شاهد عینی که خواسته‌اند نامشان فاش نشود گفته‌است نیروهای ناجا با مشاهده این سه کوهنورد که ظاهری غربی داشتند، پس از تهدید و شلیک تیرهوایی وارد خاک عراق شده و آنان را گرفتند.
دو منبع دیگر نیز به این نشریه گفته‌اند سرهنگ هیوا تاب فرمانده اطلاعات سپاه کردستان دستور دستگیری و انتقال این سه کوهنورد به مریوان و سپس تهران را داد، اما خود او در اوت سال گذشته به اتهام قتل پسر مصطفی شیرزادی فرزند امام جمعه مریوان دستگیر شد و در انتظار اعدام است.

## معرفی دستگیرشدگان

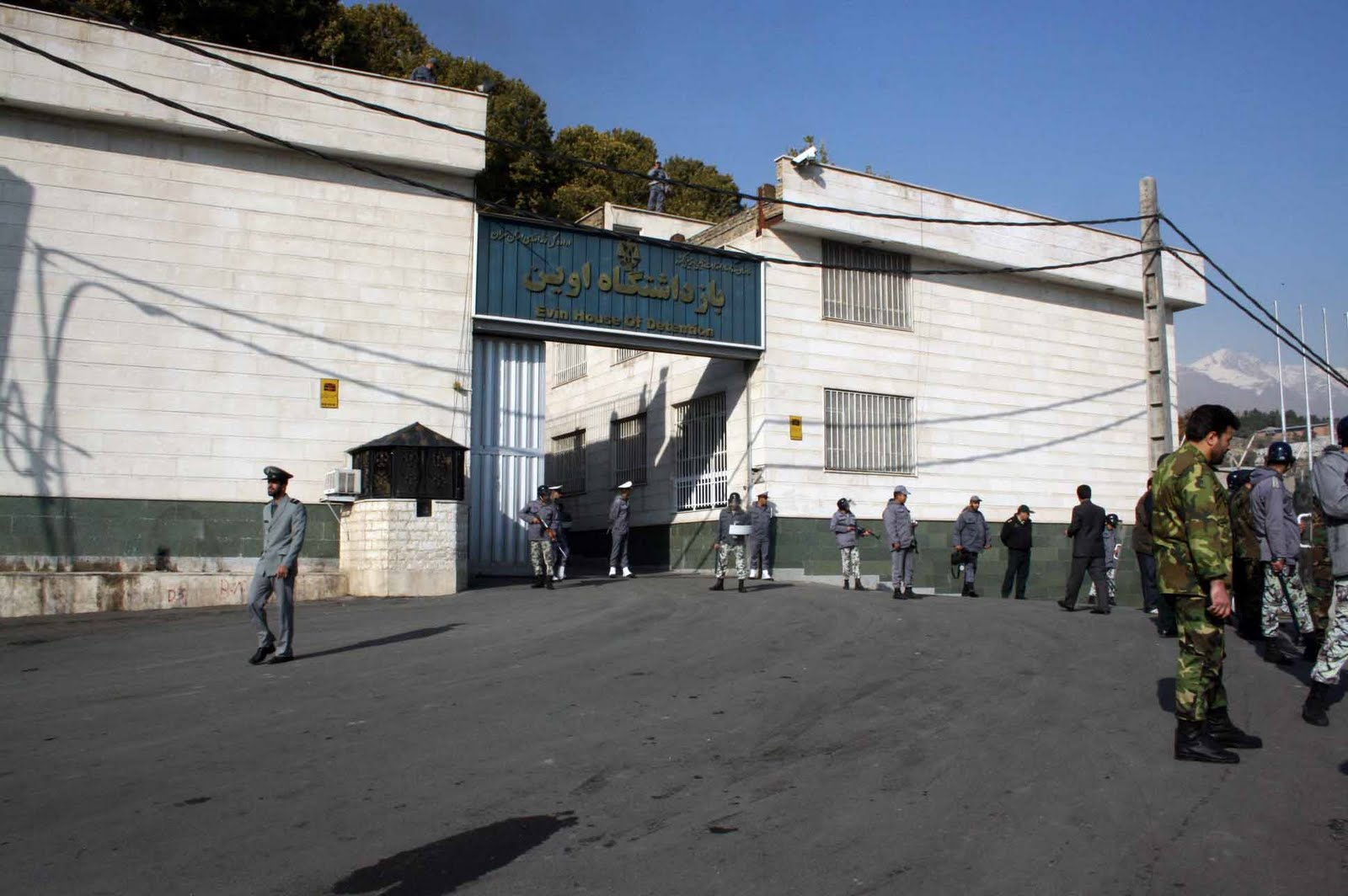
زندان اوین

- سارا شورد (Sarah Shourd)، سی‌ویک ساله، دانش‌آموختهٔ رشته ادبیات انگلیسی، با شین بائر در دمشق زندگی می‌کرد. آنجا انگلیسی یاد می‌داد و عربی یاد می‌گرفت و برای یکی دو نشریه دربارهٔ سفر و مسائل اجتماعی مطلب می‌نوشت.
- شِین بائر (Shane Bauer)، بیست‌وهفت ساله، خبرنگار آزاد که نوشته‌ها و عکس‌هایش برنده جوایزی شده بود. دانش‌آموخته رشته مطالعات صلح و مناقشه است و دیدگاهی انتقادی نسبت به سیاست خارجی آمریکا در خاورمیانه دارد.
- جاش فَتال (Joshua Fattal)، بیست‌وهفت ساله، فعال محیط زیست که مهارت‌های زندگی باثبات را آموزش می‌داد.

## واکنش در آمریکا
رسانه‌های آمریکا به‌طور وسیعی این بازداشت‌ها را یک «گروگان‌گیری» خوانده‌اند و آن را «یادآور واقعه گروگان‌گیری سفارت ایران» در اوایل انقلاب دانسته و ایران را متهم به «بازی سیاست با این گروگان‌گیری» کرده‌اند. بسیاری نیز اذعان داشته‌اند که عدم توانایی اوباما در آزادسازی گروگان‌های گرفته شده به ریاست جمهوری اوباما و انتخاب مجدد او در انتخابات ریاست جمهوری در سال ۲۰۱۲ صدمه فراوان زده‌است.

## درخواست آزادی
تعدادی از شخصیت‌های بین‌المللی مانند برندگان جایزه نوبل، فعالان حقوق بشر و شخصیت‌های دانشگاهی برجسته با ارسال نامه‌هایی خواستار آزادی این زندانیان شده‌اند. از جمله اینها می‌توان به دزموند توتو برنده جایزه صلح نوبل اهل آفریقای جنوبی، حنان عشراوی، وزیر پیشین حکومت خودگردان فلسطین، رابرت برگنو، رئیس دانشگاه برکلی در کالیفرنیا، سر ریچارد برنسن، بنیان‌گذار صنایع ویرجین در بریتانیا و آمریکا، فرناندو هنریک کاردوسو، رئیس‌جمهور پیشین برزیل، ذکی شهاب، نویسنده و روزنامه‌نگار معروف فلسطینی، نوآم چامسکی زبان‌شناس و استاد علوم سیاسی، الا گاندی، فعال حقوق بشر از آفریقای جنوبی و نوه ماهاتما گاندی رهبر استقلال هند، بتی ویلیامز و مایرید ماگویر، دو برنده جایزه صلح نوبل ۱۹۷۶
از جمله نزدیک به هشتاد تن از شخصیت‌های جهانی و چندین سازمان بین‌المللی، یازدهم آذر ماه ۸۸، با فرستادن نامه‌ای به محمود احمدی‌نژاد، خواستار آزادی این سه شدند. ۱۹۷۶

## پیشنهاد مبادله
در ۱۳ بهمن ۸۸ محمود احمدی‌نژاد، رئیس‌جمهور ایران، در مصاحبه با تلویزیون دولتی ایران پیشنهاد مبادله آن‌ها با زندانیان ایرانی در آمریکا را مطرح کرد: «یک گفتگوهایی می‌شود که اگر بشود یک مبادله‌ای انجام دهیم. ما دوست نداریم کسی در زندان باشد ولی بالاخره این افراد تجاوز مرزی کرده‌اند و جرمشان آشکار است ولی آن ایرانی‌هایی که در زندان‌های آمریکا هستند هیچ جرم معلومی ندارند.»
در ۲ خرداد ۸۹ هم حیدر مصلحی وزیر اطلاعات ایران پیشنهاد مبادله این افراد با ایرانیان زندانی در آمریکا را مطرح کرد و تأکید کرد که جاسوس بودن این سه آمریکایی «مشخص» است. البته همزمان با حضور مادران آمریکایی‌های بازداشت شده در ایران (۲۹ اردیبهشت ۸۹)، دو شهروند ایرانی که نیروهای آمریکایی به‌ترتیب هفت سال و سه سال پیش در عراق بازداشت کرده بودند، آزاد شدند ولی آمریکایی‌ها هرگونه مذاکره یا توافقی در مورد مبادله زندانیان را رد کرده‌اند.

## سفر مادران به ایران
در ۲۹ اردیبهشت ۱۳۸۹ دولت ایران به مادران این ۳ کوهنورد اجازه داد تا به ایران سفر کنند و پس از ۱۰ ماه با فرزندان خود ملاقات داشته باشند. این مادران طی ۲ روز اقامت در ایران حدود ۱۰ ساعت با فرزندان خود دیدار کردند. شین بائر در هنگام ملاقات در هواخوری زندانی اوین حلقه‌ای را که با نخ‌های لباسش در سلول درست کرده بود به سارا شورد داده و از او خواستگاری کرد. مادران این دو اعلام کردند که با ازدواج آن‌ها موافقند و آن‌ها بلافاصله پس از آزادی با هم ازدواج خواهند کرد.
در تاریخ ۳۱ تیرماه ۱۳۸۹ سفارت ایران در لندن، نامه مادران ۳ کوهنورد آمریکایی را که به سفیر ایران نوشته بودند، نپذیرفت. سفارت ایران اظهار داشت که باید نامه از طریق پست به دست ما برسد.